# Just Brown's Luck
Just Brown's Luck è un cortometraggio muto del 1913 diretto da Mack Sennett e interpretato da Mabel Normand e Fred Mace.

## Produzione
Prodotto dalla Keystone

## Distribuzione
Il film - un cortometraggio di 100,60 metri - uscì nelle sale il 3 febbraio 1913, distribuito dalla Mutual Film. Nelle proiezioni, veniva programmato con il sistema dello split reel, accorpato in un'unica bobina con un altro cortometraggio prodotto dalla Keystone, The Elite Ball. Non si conoscono copie ancora esistenti della pellicola che viene considerata presumibilmente perduta.